# Pavol Kretovič
Pavol Kretovič (* 24. října 1956 Košice) je bývalý slovenský fotbalový obránce.

## Hráčská kariéra
V československé lize hrál za Lokomotívu Košice ve dvou utkáních, aniž by skóroval. Ve druhé lize hrál za Slavoj Poľnohospodár Trebišov a ZŤS Košice. Na jaře 1989 pomohl třetiligové Lokomotívě k návratu do druhé nejvyšší soutěže. Dále hrál na Islandu za Breiðablik Kópavogur. Po skončení aktivní kariéry se na Islandu usadil natrvalo.

### Prvoligová bilance
| Ročník              | Zápasy | Góly | Minuty | Klub                             |
| ------------------- | ------ | ---- | ------ | -------------------------------- |
| I. liga 1975/76     | 1      | 0    | 8      | TJ Lokomotíva Košice             |
| I. liga 1976/77     | 1      | 0    | 2      | TJ Lokomotíva Košice             |
| II. liga 1981/82    | 25     | 1    | –      | TJ Slavoj Poľnohospodár Trebišov |
| II. liga 1982/83    | 23     | 2    | –      | TJ Slavoj Poľnohospodár Trebišov |
| II. liga 1983/84    | 29     | 3    | –      | TJ Slavoj Poľnohospodár Trebišov |
| II. liga 1984/85    | 28     | 4    | –      | TJ Slavoj Poľnohospodár Trebišov |
| II. liga 1985/86    | 27     | 2    | –      | TJ Slavoj Poľnohospodár Trebišov |
| II. liga 1986/87    | 27     | 1    | –      | TJ Slavoj Poľnohospodár Trebišov |
| II. liga 1987/88    | 27     | 0    | –      | TJ ZŤS Košice                    |
| II. liga 1988/89    | 14     | 0    | –      | TJ ZŤS Košice                    |
| I. isl. liga 1991   | 13     | 0    | –      | Breiðablik Kópavogur             |
| I. isl. liga 1992   | 12     | 0    | –      | Breiðablik Kópavogur             |
| CELKEM I. ČS. LIGA  | 2      | 0    | 10     |                                  |
| CELKEM I. ISL. LIGA | 25     | 0    | –      |                                  |